# Шимунац, Анте
Анте Шимунац (хорв. Ante Šimunac; 12 января 1984, Мюнхен, ФРГ) — хорватский футболист, полузащитник.

## Биография
Воспитанник немецкого футбольного клуба «Унтерхахинг». В сезоне 2002/03 выступал за юношеские команды мюнхенской «Баварии».
Во взрослом футболе дебютировал в сезоне 2003/04 в составе клуба «Исманинг» в Оберлиге «Бавария». В дальнейшем играл в Оберлиге «Норд» за «Анкер» (Висмар) и в более низших дивизионах Германии за «Вольфратсхаузен» и «ТСФ Гроссхадерн». Также числился в составах турецкого «Гёзтепе» и хорватского «Задара».
22 февраля 2008 года дебютировал в высшем дивизионе Хорватии в составе клуба «Интер» (Запрешич) в матче против «Загреба», выйдя на замену на 85-й минуте вместо Сильвио Цаврича. Всего в составе «Интера» провёл 3 матча в чемпионате Хорватии, во всех выходил на замену во втором тайме.
Осенью 2008 года выступал за калининградскую «Балтику», сыграл 10 матчей в первом дивизионе России и один матч в 1/8 финала Кубка страны против ЦСКА.
В 2009—2010 годах играл в высшем дивизионе Финляндии за «Мариехамн», сыграл 40 матчей и забил 4 гола. Дебютный матч в чемпионате провёл 20 апреля 2009 года против «Интера» (Турку) и в нём же забил свой первый гол.
По окончании сезона 2010 года завершил профессиональную карьеру, затем выступал на любительском уровне в Германии.